# Référendum liechtensteinois de 1967
 (août 2025).
Un référendum a lieu au Liechtenstein le 22 janvier 1967. 

## Contenu
Le référendum porte sur la création d'une réglementation protégeant les territoires alpins.

## Contexte
Le Parti progressiste des citoyens fait passer le projet de loi de protection de la région des Alpes au parlement le 20 octobre 1966. Son partenaire de coalition, l'Union Patriotique s'y oppose, le projet de loi minant selon lui l'autonomie des municipalités et les droits des propriétaires.
Il s'agit d'un référendum facultatif d'origine parlementaire : face à l'opposition d'une partie de la coalition gouvernementale le Landtag décide de soumettre le projet de loi voté le 20 octobre 1966 à la votation populaire dans le cadre de l'article 66 de la constitution.

## Résultat
| Choix                                 | Votes | %     |
| ------------------------------------- | ----- | ----- |
| Pour                                  | 1 332 | 38,97 |
| Contre                                | 2 086 | 61,03 |
| Votes blancs et invalides             | 85    | –     |
| Total                                 | 3 503 | 100   |
| Inscrits/Participation                | 3 922 | 89,32 |
| Source: Démocratie Directe (Allemand) |       |       |